# Gran Premio Industria e Artigianato 2021
Il Gran Premio Industria e Artigianato 2021, cinquantatreesima edizione della corsa e quarantatreesima con questa denominazione, valevole come settima prova dell'UCI ProSeries 2021 categoria 1.Pro e come seconda prova della Ciclismo Cup 2021, si svolse il 7 marzo 2021 su un percorso di 193,4 km, con partenza e arrivo a Larciano, in Italia. La vittoria fu appannaggio del belga Mauri Vansevenant, che completò il percorso in 4h26'26", alla media di 43,553 km/h, precedendo l'olandese Bauke Mollema e lo spagnolo Mikel Landa.
Sul traguardo di Larciano 114 ciclisti, su 169 partiti dalla medesima località, portarono a termine la competizione.

## Squadre e corridori partecipanti
| N.      | Cod. | Squadra                     |
| ------- | ---- | --------------------------- |
| 1-7     | BOH  | Bora-Hansgrohe              |
| 11-17   | AST  | Astana-Premier Tech         |
| 21-27   | TBV  | Bahrain Victorious          |
| 31-37   | DQT  | Deceuninck-Quick Step       |
| 41-47   | IGD  | Ineos Grenadiers            |
| 51-57   | IWG  | Intermarché-Wanty-Gobert    |
| 61-67   | MOV  | Movistar Team               |
| 71-77   | BEX  | Team BikeExchange           |
| 81-87   | TFS  | Trek-Segafredo              |
| 91-97   | ANS  | Androni Giocattoli-Sidermec |
| 101-107 | BCF  | Bardiani-CSF-Faizanè        |
| 111-117 | CJR  | Caja Rural-Seguros RGA      |
| 121-127 | DKO  | Delko                       |

| N.      | Cod. | Squadra                            |
| ------- | ---- | ---------------------------------- |
| 131-137 | EOK  | Eolo-Kometa Cycling Team           |
| 141-147 | EUS  | Euskaltel-Euskadi                  |
| 151-157 | GAZ  | Gazprom-RusVelo                    |
| 161-167 | ARK  | Team Arkéa-Samsic                  |
| 171-177 | TNN  | Team Novo Nordisk                  |
| 181-187 | THR  | Vini Zabù                          |
| 191-197 | ITA  | Italia                             |
| 201-207 | GEF  | General Store Essegibi F.lli Curia |
| 211-217 | MGK  | MG.K Vis VPM                       |
| 221-227 | BTC  | Beltrami TSA Tre Colli             |
| 231-237 | CPK  | Team Colpack Ballan                |
| 241-247 | IWM  | Work Service Marchiol Vega         |

## Ordine d'arrivo (Top 10)
| Pos. | Corridore             | Squadra    | Tempo    |
| ---- | --------------------- | ---------- | -------- |
| 1    | Mauri Vansevenant     | Deceuninck | 4h26'26" |
| 2    | Bauke Mollema         | Trek       | s.t.     |
| 3    | Mikel Landa           | Bahrain    | s.t.     |
| 4    | Nairo Quintana        | Arkéa      | s.t.     |
| 5    | Ide Schelling         | Bora       | a 3"     |
| 6    | Gianluca Brambilla    | Trek       | a 4"     |
| 7    | Carlos Rodriguez Cano | Ineos      | a 11"    |
| 8    | Alejandro Valverde    | Movistar   | a 16"    |
| 9    | Eddie Dunbar          | Ineos      | s.t.     |
| 10   | Vincenzo Nibali       | Trek       | s.t.     |